# Francis Lodowic Bartels

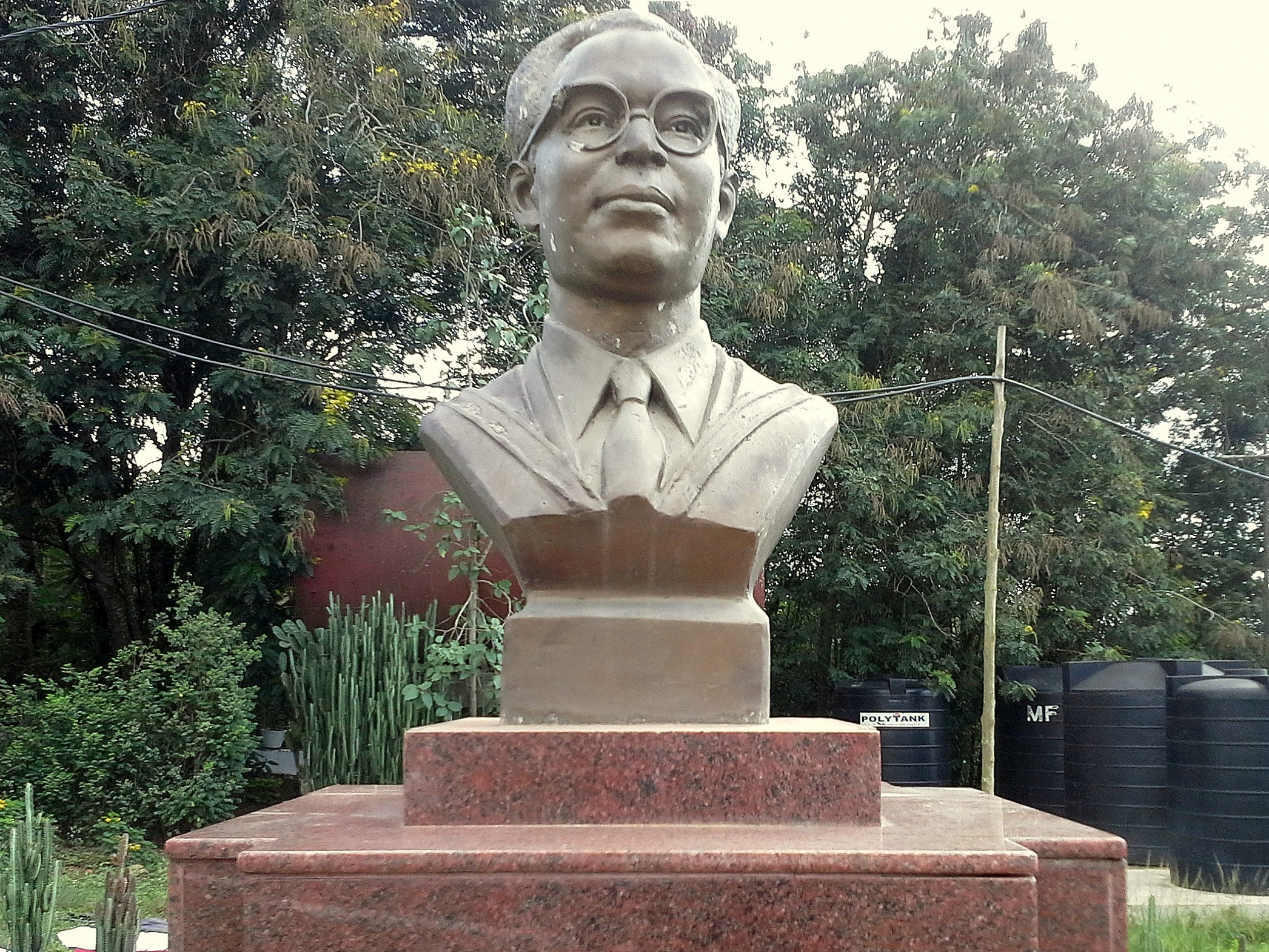
Büste an der Mfantsipim School

Francis Lodowic Bartels (* 13. März 1910 in Cape Coast; † 20. März 2010 in Paris, Frankreich) war ein ghanaischer Diplomat.

## Werdegang
Im Anschluss an den Besuch der Cape Coast Methodist Primary School (1915 bis 1924), der Mfantsipim School (1925 bis 1928) und des Wesley College of Education in Kumasi (1929 bis 1931) erhielt Bartels das King Edward VII Scholarship. Das King’s College London schloss er 1935 mit dem Bachelor of Arts ab und kehrte anschließend als Angestellter an die Mfantsipim School zurück. Bartels’ Lehrerausbildung am University College London (1946 bis 1947) folgte eine Anstellung als Lecturer der Selly Oak Colleges in Birmingham. Nachdem ihm dort der Master of Arts verliehen wurde, übernahm Bartels im Oktober 1949 als erster Farbiger die Leitung der Mfantsipim School; zu seinen Schülern zählen Kofi Annan, Kwame Gyekye und Joseph W. S. deGraft-Johnson. 1956 wurde er von Staatsoberhaupt Elisabeth II. zum Officer of the British Empire (OBE) ernannt. Im Juli 1957 ging Bartels in die Vereinigten Staaten und war dort unter anderem für die World Confederation of Organizations of the Teaching Profession (WCOTP) tätig. Anschließend arbeitete er bei der UNESCO, zunächst als Experte für Lehrerausbildung (ab April 1961), später als Leiter der Afrika-Abteilung der UNESCO (ab Oktober 1963) und schließlich als Berater des stellvertretenden Bildungsdirektoren (ab September 1967).
Nachdem Bartels bereits seit 1961 als Gastdozent am University College Nairobi sowie 1968 an der kalifornischen University of the Pacific tätig gewesen war, übernahm er im Dezember 1969 eine Stelle als Senior Lecturer am University College Nairobi und beendete gleichzeitig seine Arbeit bei der UNESCO in Paris. Am 1. Mai 1970 wurde Bartels zum Botschafter der Republik Ghana in der Bundesrepublik Deutschland ernannt. Mit dem Militärputsch durch Ignatius Kutu Acheampong im Januar 1972 endete die Zeit des Ghanaers als Diplomat in der bundesdeutschen Hauptstadt Bonn. Ein daran anschließendes Ph.D.-Studium an der University of London beendete Bartels nicht, zwischen 1973 und 1978 lehrte er Englisch und Phonetik an der Universität Paris IV. 1989 wurde Bartels von der University of Ghana ein Ehrendoktor der Rechte (LL.D.) verliehen.
Bartels beschäftige sich unter anderem mit Fante und anderen Akan-Sprachen und betätigte sich als Journalist und Autor. Er war verheiratet und hatte fünf Kinder. Bartels starb eine Woche nach seinem 100. Geburtstag in Paris an den Folgen eines Verkehrsunfalls.